# Xu Xiaolong
Xu Xiaolong (chinesisch 徐 曉龍 / 徐 晓龙, Pinyin Xú Xiǎolóng; * 20. Dezember 1992 in Chongqing) ist ein chinesischer Dreispringer.

## Sportliche Laufbahn
Erste internationale Erfahrungen sammelte Xu Xiaolong bei den Asienmeisterschaften 2015 in Wuhan, bei denen er mit 16,59 m den fünften Platz belegte. Anschließend gewann er bei der Sommer-Universiade in Gwangju mit 16,76 m die Bronzemedaille hinter dem Russen Dmitri Sorokin und Hugues Fabrice Zango aus Burkina Faso. Damit qualifizierte er sich für die Weltmeisterschaften in Peking, bei denen er mit 16,19 m in der Qualifikation ausschied. Im Jahr darauf nahm er an den Olympischen Spielen in Rio de Janeiro teil und wurde dort mit 16,41 m im Finale Elfter. Bei den Leichtathletik-Asienmeisterschaften 2017 in Bhubaneswar gewann er mit 16,45 m die Bronzemedaille hinter seinem Landsmann Zhu Yaming und Mark Harry Diones von den Philippinen. Auch zwei Jahre später sicherte er sich bei den Asienmeisterschaften in Doha mit 16,81 m die Bronzemedaille, diesmal hinter dem Usbeken Ruslan Qurbonov und Landsmann Zhu.
2014 wurde Xu chinesischer Meister im Dreisprung.

## Persönliche Bestleistungen
- Dreisprung: 16,93 m (+0,4 m/s), 13. Mai 2015 in Taiyuan
  - Dreisprung (Halle): 16,68 m, 24. Februar 2017 in Xianlin